# Mešita Ishak Çelebi
Mešita Ishak Çelebi je největší mešita ve městě Bitola v Severní Makedonii. Nachází se na břehu řeky Dragor. Tato lokalita je známá jako Bit-Pazar na náměstí Emira Beye, známého také jako Ishak Çelebi.

## Historie
Nejznámější verze vypráví, že mešita byla pojmenována podle svého zakladatele, soudce Ishak Çelebiho, syna Isy Fakiha a byla vybudována v roce 1506. Na mramorové desce je v osmi verších, rozdělených do osmi odstavců je popsána právě tato verze. Datum je také uvedeno v chronogramu:
Pomoc (přichází) ve jménu Alláha, milosrdného,
soucitného
starý dům byl zkrášlen chronogramem.
Ušlechtilý Ishak ibn Isa, nechť je mu štěstí dopřáno,
nechť jeho duše spočine v Ráji.
Vybudoval mešitu, pro štěstí nás všech.
Tím získal milost od Vševědoucího.
Poté, inspirován, nadiktoval chronogram:
Přišel ve jménu Alláha, milosrdného, soucitného